# Talleres y cocheras (Tranvía de Jaén)
Los talleres y cocheras son una instalación del Sistema Tranviario de Jaén situada al final de la línea, en Vacicostales, al norte de la ciudad de Jaén, España.

## Descripción
La parcela tiene una extensión de 20.000 m² y en ella se ha construido un único edificio, de una sola planta, con una superficie de 6.970 m².
El edificio tiene un diseño de un "gran contenedor" revestido de acero, en el que una de sus esquinas aparece con menor altura, para futuras ampliaciones. A la entrada a la parcela existirá una Estación de Servicio.

## Funciones
Alberga las unidades de almacenamiento y talleres de los trenes del tranvía, la estación de servicio para el mantenimiento y la nave del tren de lavado y es el puesto de control central desde el que se gestiona y supervisa la explotación en tiempo real del ferrocarril.
Está diferenciado en tres partes:
- Taller: compuesto de una vía de pintura y torneado de ruedas, eleva bogies y lava bogies, dos vías de mantenimiento, vía de lavado profundo y vías de estacionamiento.
- Almacenes y cuartos de instalaciones: se divide en dos, almacén de instalaciones fijas y material móvil.
- Zona de vestuarios, control y administración: se organiza en torno a una patio con una galería en forma de U que distribuye a los diferentes locales, comedor y vestuario.

## Puesto de control
Esta sala actúa como centro estratégico del tranvía, cuenta con ocho monitores de gran formato y un puesto de supervisión de la parte de billetaje e impresoras y control de accesos, desde ella se supervisa y controla la explotación y servicio del tren ligero en tiempo real:
- Visualización de imágenes del circuito cerrado de videovigilancia
- Comunicación con los conductores
- Supervisión de los sistemas de electrificación
- Supervisión de los sistemas de señalización del tráfico